# Pablo Martos
Pablo Martos Lozano (Granada, 13 de diciembre de 1977) es un violinista y compositor  español.

## Biografía
Inicia sus estudios musicales a temprana edad en su ciudad natal. Tras concluir su formación en el Real Conservatorio Superior de Granada, se traslada a Alemania, donde estudia con el maestro Axel Wilzcok en la Hochschule für Musik und Theater de Rostock, logrando el título de solista con las más altas calificaciones. Posteriormente, completa su aprendizaje especializándose en música antigua, a través de sus estudios de posgrado con Reinhard Goebel en el Mozarteum de Salzburgo. Asimismo, entre 1999 y 2000 se forma en Estados Unidos, en las Summers Sessions de la Universidad de Indiana, donde estudia con Henryk Kowalski, y se perfecciona con los célebres violinistas Yehudi Menuhin, Ara Malikian, Fabio Biondi, Gerard Claret e Igor Frolov.
Desde la finalización de sus estudios, Martos inició una amplia carrera como solista, ofreciendo conciertos en distintos puntos de la geografía española, así como en importantes auditorios de Europa, Rusia, Palestina, Israel, Oriente Medio o Estados Unidos. Ha actuado como solista con importantes formaciones orquestales, como la RTV Orquesta Filarmónica Nacional de Bielorrusia, la Orquesta Filarmónica de Járkov, la Orquesta Ciudad de Baza, la Orquesta Sinfónica Ad Libitum o la Orquesta Ciudad de Granada y en importantes ciclos musicales, como el Festival Internacional de Música y Danza de Granada, Festival Internacional de Santander, Festival Bach de Barcelona, Festival de Música Clásica de Lanzarote, Festival de Segovia, ExpoClásica, Quincena Musical de San Sebastián, Fundación Juan March o Festival de Música de Morelia (México). Asimismo, ha estrenado diversas obras de importantes compositores actuales, como Juan Cruz Guevara, Juan Miguel Hidalgo, Enrique Rueda o Ramón Paús, y ha sido miembro durante seis temporadas de la West-Eastern Divan Orchestra, bajo la dirección de Daniel Barenboim.
En el año 2005 fundó —junto a su hermano, el violonchelista Alberto Martos— la formación camerística Garnati Ensemble, con la que ha realizado conciertos en diversos países —entre los que destaca el ofrecido en 2007 en la sede de la Organización de las Naciones Unidas, en Nueva York—, así como varias grabaciones discográficas que han recibido una gran acogida por parte de público y crítica.
En el año 2013, asume la codirección artística —junto a su hermano Alberto— de la Temporada de Conciertos Garnati (Granada) y ese mismo año protagoniza —junto a su hermano Alberto— el documental The Healing Notes, dirigido por Amparo Mendo y producido por Mercedes Milá, galardonado en 2014 con una mención de honor en el Festival «Voces contra el Silencio» (México) y con el premio a la mejor producción de documental de cine en el festival Black International Cinema Berlin (Alemania). En 2013, recibe también el Premio Andalucía Joven a la Solidaridad, de nuevo junto a su hermano Alberto.
Desde hace varios años, combina su actividad concertística con la docencia, a través de las diferentes clases magistrales que imparte por toda España, Alemania y Oriente Medio.

## Galardones
- 1998 - Mediterranean Festival International Contest. Primer premio
- 1998 - Concurso Internacional de Violín de Andújar. Segundo premio
- 2008 - Concurso Nacional de Música de Cámara de Lucena. Primer premio (junto a Garnati Ensemble)
- 2013 - Premio Andalucía Joven a la Solidaridad, junto a su hermano Alberto Martos

## Discografía
- 2004 - Jean Sibelius: Violin concerto in D minor & Finlandia, junto a la RTV National Philharmonic Orchestra of Belarus y bajo la dirección de Piotr Vandilovski (Producciones Fuga)
- 2008 - Recital en Rostock, junto al pianista Mara Mednik (Baza Activa Organización)
- 2009 - Germán Álvarez Beigbeder: Música de cámara, en el seno de Garnati Ensemble, junto al violonchelista Alberto Martos y el pianista Tommaso Cogato (Universidad de Granada-Centro de Documentación Musical de Andalucía)
- 2012 - J. S. Bach: The Goldberg Variations. Playing Goldberg, en el seno de Garnati Ensemble, junto al violonchelista Alberto Martos y el violista Yuval Gotlibovich (Sony Music)